# Sílvia Pfeifer
Sílvia Escobar Pfeifer (Porto Alegre, 1959. február 24. –) brazil színésznő és modell.

## Élete és pályafutása
1990 óta szerepel sorozatokban, a magyar nézőknek leginkább A pampák királya Léa Mezzengajaként és a Klón című sorozatból lehet ismerős. 
1983 óta házas, 2 gyermeke van: Emmanuela és Nicholas.

## Filmográfia

### Sorozatszerepei
- 2017 - Ouro Verde .... Monica Ferreira da Fonseca
- 2014 - Alto Astral .... Úrsula Barbosa
- 2012 - Malhação: Intensa como a Vida .... Marta Menezes
- 2012 - Corações Feridos .... Cacilda Varela de Almeida
- 2009 - Bela, a Feia .... Vera Ávila
- 2008 - Casos e Acasos .... Ana Paula Gueiros
- 2007 - Pé na Jaca! .... Maria Clara Botelho Bulhões Noscheze
- 2003 - Celebridade .... Solange
- 2003 - Kubanacan .... Amanda
- 2002 - Desejos de Mulher .... Virgínia
- 2001 - O Clone .... Cinira
- 2000 - Uga Uga .... Vitória
- 1998 - Torre de Babel .... Leila / Leda Sampaio
- 1996 - Malhação .... Paula
- 1996 - O Rei do Gado (A pampák királya) ....  Léa Mezzenga
- 1994 - Tropicaliente .... Letícia
- 1992 - Perigosas Peruas .... Leda
- 1990 - Meu Bem, Meu Mal .... Isadora Venturini

### Filmszerepei
- 2004 - A Cartomante .... dra. Antônia Maria dos Anjos
- 2000 - Le voyeur (curta-metragem)
- 2000 - Xuxa Popstar .... Vani
- 1991 - Não Quero Falar Sobre Isso Agora .... Raquel